# Зельченко, Всеволод Владимирович
Все́волод Влади́мирович Зе́льченко (25 сентября 1972, Ленинград) — российский поэт, филолог, переводчик, преподаватель.

## Биография
Окончил филологический факультет Санкт-Петербургского университета. Преподавал латинский и древнегреческий языки в высших и средних учебных заведениях Санкт-Петербурга. В 2003 году защитил кандидатскую диссертацию «Творчество Эринны в контексте античной литературы» (научный руководитель Н. А. Чистякова). Сотрудник Санкт-Петербургского античного кабинета (Bibliotheca classica Petropolitana), координатор Российской ассоциации школьных преподавателей древних языков. С 1994 г. по 2022 г. преподавал древнегреческий и латинский языки в Санкт-Петербургской классической гимназии № 610, а с 2009 г. года по 2022 г. являлся заместителем директора по научной работе. С 1994 г. по настоящее время преподаёт на кафедре классической филологии СПбГУ. С 2022 г. — научный сотрудник ереванского Музея-института древних рукописей имени Месропа Маштоца.
Зельченко — один из поздних представителей петербургской поэтической традиции, восходящей к Иннокентию Анненскому и стремящейся к формальной отточенности и выражению стоического миросозерцания. Среди особенностей поэтики Зельченко — обилие интертекстуальных связей с античной поэзией и русской классикой пушкинской эпохи, интерес к балладному жанру. Несколько особняком стоит цикл иронических эпитафий «Русский Спун-Ривер», созданный по аналогии с известной книгой вымышленных эпитафий Эдгара Ли Мастерса, но значительно смещенный по интонации за счет использования элегического дистиха с его античной аурой.

## Публикации

### Поэзия
- Коллаж. — СПб., 1991.
- Из Африки: Стихи. — М.: АРГО-РИСК, 1994[6].
- Войско: Стихотворения. — СПб.: Пушкинский фонд, 1997[7]
- Изгои: Стихи.— Журнал «Знамя», 1997/6[8]

### Литературоведение
- Стихотворение Владислава Ходасевича «Обезьяна». Комментарий.[9] — М:Новое издательство, 2019
- «Новый мир» 2020/2: «Начинаю вчитываться очень медленно…»[10]
- Рецензия на книгу: Муратов П. П. «ЭГЕРИЯ»: Роман и новеллы[11]

#### Лекции на веб-сервисеYouTube
- Видео на YouTube «Зачем и как изучать повседневную жизнь древних греков и римлян»[12]
- Видео на YouTube Проблемы комментирования античной драмы[13]
- Видео на YouTube «Обезьяна» Ходасевича Еврейские контексты[14]